# Kurubarahalli, Bangalore South
Kurubarahalli là một làng thuộc tehsil Bangalore South, huyện Bangalore Urban, bang Karnataka, Ấn Độ.